# Coxelus serratus
Espèce
Coxelus serratus est une espèce d'insectes de la sous-famille des Colydiinae (en) et de la famille des Zopheridae,,,. Elle se rencontre en Amérique du Nord.